# UCI-BMX-Racing-Weltcup 2015
Beim UCI-BMX-Racing-Weltcup 2015, auch UCI-BMX-Supercross-Weltcup genannt, wurden durch die Union Cycliste Internationale die Weltcup-Sieger im BMX-Rennsport ermittelt.

## Termine
Der Weltcup-Kalender wurde bereits im Juli 2014 bekanntgegeben worden und enthielt fünf Rennen in fünf verschiedenen Ländern, verteilt über den Zeitraum von April bis September. Jedes Rennen ging über zwei Tage, die Finalläufe fanden an folgenden Tagen statt:
- Manchester: 19. April
- Papendal: 10. Mai
- Ängelholm: 16. August
- Santiago del Estero: 6. September
- Rock Hill: 26. September

## Männer
| # | Datum         | Ort                 | Erster           | Zweiter        | Dritter          |
| - | ------------- | ------------------- | ---------------- | -------------- | ---------------- |
| 1 | 19. April     | Manchester          | Liam Phillips    | Amidou Mir     | Nicholas Long    |
| 2 | 10. Mai       | Papendal            | Niek Kimmann     | Sam Willoughby | Jelle van Gorkom |
| 3 | 16. August    | Ängelholm           | Liam Phillips    | Bodi Turner    | Sam Willoughby   |
| 4 | 6. September  | Santiago del Estero | Liam Phillips    | Anthony Dean   | Niek Kimmann     |
| 5 | 26. September | Rock Hill           | Māris Štrombergs | Tory Nyhaug    | Connor Fields    |

Gesamtwertung
| Platz | Name           | Punkte |
| ----- | -------------- | ------ |
| 1     | Liam Phillips  | 865    |
| 2     | Niek Kimmann   | 735    |
| 3     | Amidou Mir     | 610    |
| 4     | Connor Fields  | 600    |
| 5     | Anthony Dean   | 595    |
| 6     | Sam Willoughby | 575    |

## Frauen
| # | Datum         | Ort                 | Erste             | Zweite            | Dritte            |
| - | ------------- | ------------------- | ----------------- | ----------------- | ----------------- |
| 1 | 19. April     | Manchester          | Caroline Buchanan | Alise Post        | Stefany Hernández |
| 2 | 10. Mai       | Papendal            | Mariana Pajón     | Felicia Stancil   | Stefany Hernández |
| 3 | 16. August    | Ängelholm           | Alise Post        | Felicia Stancil   | Lauren Reynolds   |
| 4 | 6. September  | Santiago del Estero | Mariana Pajón     | Stefany Hernández | Alise Post        |
| 5 | 26. September | Rock Hill           | Mariana Pajón     | Stefany Hernández | Laura Smulders    |

Gesamtwertung
| Platz | Name              | Punkte |
| ----- | ----------------- | ------ |
| 1     | Mariana Pajón     | 965    |
| 2     | Stefany Hernández | 875    |
| 3     | Alise Post        | 825    |
| 4     | Caroline Buchanan | 760    |
| 5     | Felicia Stancil   | 670    |
| 6     | Lauren Reynolds   | 585    |